# Oudvader

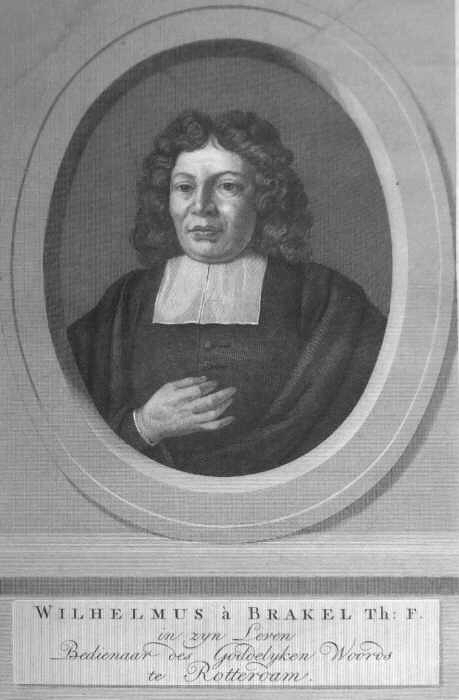
Wilhelmus à Brakel

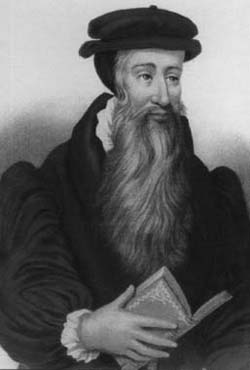
John Knox

Oudvaders of Oude schrijvers is de term die in bevindelijk-gereformeerde kringen wordt gebruikt om de piëtistische theologen van de zeventiende en de achttiende eeuw aan te duiden, hoewel ook de 19e-eeuwse Engelse baptisten William Gadsby en Joseph Charles Philpot wel oudvaders worden genoemd. Veelal behoren de schrijvers tot de stroming van de Nadere Reformatie. De woorden worden ook wel gebruikt voor de geschriften zelf. Hoewel de termen elkaar grotendeels overlappen wordt oudvaders eerder voor de meer stichtelijke schrijvers gebruikt en geldt oude schrijvers als meer algemeen begrip. Enkele stichtelijke auteurs worden ook individueel van de toevoeging "vader" voorzien, zoals "Vader Brakel" en "Vader Smytegelt".

## Terzijde
- De term oudvader dient niet verward te worden met het begrip "kerkvader", dat met name voor de belangrijke vroeg-christelijke theologen wordt gebruikt.
- De term oudvader of oud-vader wordt in de genealogie gebruikt ter aanduiding van de vader van iemands betovergrootvader of betovergrootmoeder (zie voorouder).

## Enkele oudvaders
- Joseph Alleine
- Richard Baxter
- Thomas Boston
- Wilhelmus à Brakel
- Thomas Brooks
- Ebenezer Erskine
- Ralph Erskine
- William Gadsby
- Thomas Goodwin
- Andrew Gray
- William Guthrie
- Matthew Henry
- Johannes Hoornbeeck
- William Huntington
- John Knox
- Jodocus van Lodenstein
- Christopher Love
- Matthew Meade
- John Owen
- William Perkins
- Joseph Charles Philpot
- Samuel Rutherford
- Bernardus Smytegelt
- Gisbertus Voetius
- John Warburton